# 帕薩雷拉水庫
42°33′13″N 23°28′44″E / 42.55361°N 23.47889°E

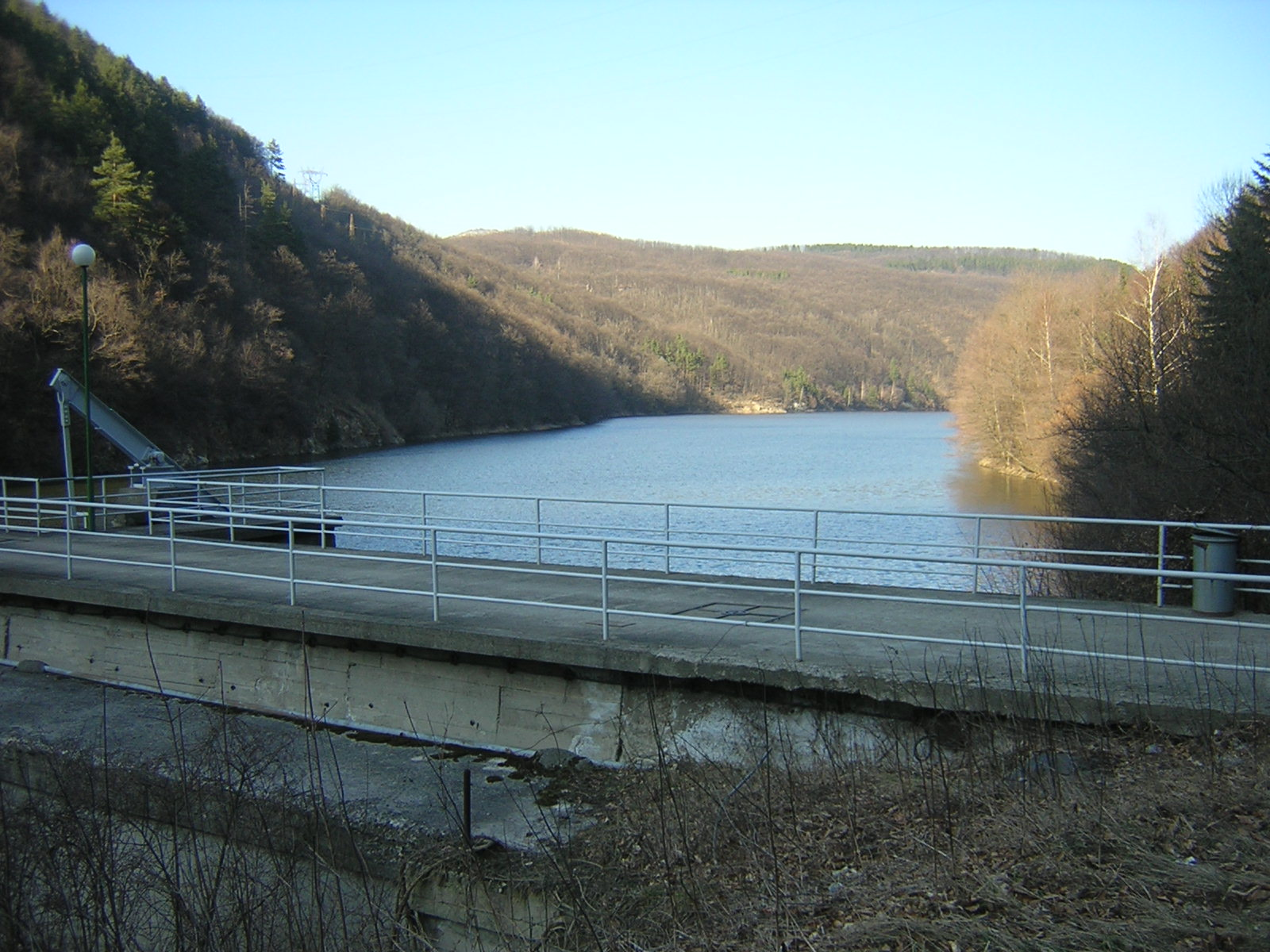

帕薩雷拉水庫是保加利亞的水庫，位於首都索菲亞東南面20公里，處於伊斯克爾河上，長2.5公里、寬0.3公里，海拔高度700米，水壩長約1.5公里、寬0.3公里。